# Irvona
Irvona es un borough ubicado en el condado de Clearfield en el estado estadounidense de Pensilvania. En el año 2000 tenía una población de 680 habitantes y una densidad poblacional de 410 personas por km².

## Geografía
Irvona se encuentra ubicado en las coordenadas 40°46′25″N 78°33′9″O / 40.77361, -78.55250.

## Demografía
Según la Oficina del Censo en 2000 los ingresos medios por hogar en la localidad eran de $32,500 y los ingresos medios por familia eran $39,000. Los hombres tenían unos ingresos medios de $26,250 frente a los $21,719 para las mujeres. La renta per cápita para la localidad era de $11,785. Alrededor del 15.3% de la población estaba por debajo del umbral de pobreza.